# John Zander
John Adolf Fredrik Zander (Stoccolma, 31 gennaio 1890 – Stoccolma, 9 giugno 1967) è stato un mezzofondista svedese.
Ha partecipato alle Olimpiadi 1912 e alle Olimpiadi 1920 concorrendo nei 1500 metri piani e nei 3000 metri piani. Nel 1912 finì rispettivamente settimo e decimo nelle due specialità. Nel 1920 ha contribuito alla qualificazione in finale della sua squadra nei 3000 metri piani a squadre, ma non ha partecipato alla finale che ha portato la medaglia di bronzo agli svedesi.